# Jokohamai metró
A jokohamai metró Jokohama metróhálózata. 1972-ben adták át. Üzemeltetője a Yokohama City Transportation Bureau nevű vállalat. A hálózat 2 vonalból áll, teljes hossza 53,4 km. 2019-ben 243 200 000 utast szállított.